# Слобідка (Дністровський район)
Слобі́дка —  село в Україні, у Кельменецькій селищній громаді Дністровського району Чернівецької області.
Храмове свято села відзначається щороку 14 травня. 

## Географія
Біля села бере початок річка Медвежка.

## Історія
Село ймовірно було засноване як хутір на початку ХХ століття переселенцями з Хотинського повіту. У 20-30-их роках ХХ століття хутір швидко розбудовувався, тут функціонувала початкова чотирикласна школа (румунська) та корчма. Мешканці хутора відвідували церкву у сусідньому селі Вартиківці.
Після завершення Другої світової війни тут було створено колгосп імені Сталіна, який у 1956 році приєднано до колгоспу імені Жданова у селі Вартиківці. В 50-тих роках ХХ століття в селі з'явилась нова школа, магазин і будинок культури.
З 1991 року в складі незалежної України.
У 2002 році село було газифіковане.
У 2006 році в селі розпочато будівництво Свято-Миколаївської Церкви, урочисте освячення церкви відбулося у 2010 році.
В 2021 році шляхом об'єднання сільських рад, село увійшло до складу Кельменецької селищної громади.

## Населення
Згідно з переписом УРСР 1989 року чисельність наявного населення села становила 405 осіб, з яких 190 чоловіків та 215 жінок.
За переписом населення України 2001 року в селі мешкало 406 осіб.

### Мова
Розподіл населення за рідною мовою за даними перепису 2001 року:
| Мова       | Відсоток |
| ---------- | -------- |
| українська | 99,51 %  |
| молдовська | 0,25 %   |
| російська  | 0,25 %   |